# オットー・ヴェルス
オットー・ヴェルス（独：Otto Wels、1873年9月15日 - 1939年9月16日）は、ドイツの政治家。1919年から1939年までドイツ社会民主党（SPD）の党首を務めた。ナチ党が国会に提出した全権委任法に対する反対演説で名を残した。

## 生涯

### SPD党首
ベルリンに飲食店主の息子として生まれる。1891年にドイツ社会民主党に入党し、同年内装工の徒弟として修業を始める。修業を終えたのちはベルリン、レーゲンスブルク、ミュンヘンなどで働く。1895年から2年間兵役に従事。SPDの学校に通ったのち、1906年から政治活動に専従するようになる。内装工の労働組合を組織し、1907年からブランデンブルク州で党書記を務め、また党機関紙『前進』の編集員となる。
1912年に帝国議会議員に初当選。翌年アウグスト・ベーベル党首の提案により党執行部入り。第一次世界大戦末期のドイツ革命（1918年11月）の際はベルリンの労働者・兵士委員会の委員となる。1919年にはSPD党首に選出され、ヴァイマル制憲会議議員を経て国会議員になる。反革命的なカップ一揆が発生した際は、ストライキを組織して対抗した。また社会主義インターナショナルの前身である社会主義労働者インターナショナルの代表を務めた。
台頭する右翼勢力やナチ党に対抗して、ブリューニング内閣への閣外協力に賛成していた。SPD排除を目指すフランツ・フォン・パーペン首相がプロイセン州のオットー・ブラウン内閣をクーデターで倒した時は、ストライキを組織。1932年にもストライキに賛成してシュライヒャー内閣とのいかなる交渉も拒絶した。こうした抵抗にもかかわらず、1933年1月にはナチス政権が樹立された。

### 全権委任法への反対演説
1933年3月23日、ヴェルスはアドルフ・ヒトラーの提出した全権委任法（「民族および帝国の困難を除去するための法律」）の採決に際し、国会内から最後の抵抗を行った。このヴァイマル共和政での最後となった国会は前月のドイツ国会議事堂放火事件によって国会議事堂が使用できなくなっていたため、クロル・オペラハウスで開催されていた。ヴェルスは突撃隊員の妨害やナチス党員の嘲笑をものともせずに登壇し、全権委任法に反対の演説を行なった。
さらにヴェルスは、ヒトラーを直接見据えて宣言した。
| 「 | 君たちは我々の生命と自由を奪うことができる。しかし、我々の名誉を奪うことはできない。 | 」 |

この彼の言葉、Wir sind wehrlos aber nicht ehrlos.”（我々は無防備だ、だが名誉がある）は有名になった。
この演説に対するヒトラーの答弁は「私もあなた方に賛成してもらいたくはない。ドイツは自由になるべきだ。しかしあなた方によってではない」だった。
社会民主党の94議員は法案に反対票を投じたが、残りの全議員は賛成票を投じ、法案は可決された。立法権を内閣へ与えるという全権委任法の成立はヒトラーの独裁に対する法的根拠を与え、ドイツにおける議会制民主主義の終焉を示した。そして全権委任法の可決から数週間後に、ヒトラー内閣は社会民主党をはじめナチス以外の政党すべてを非合法化した。

### 亡命、死去
ナチスによる社会民主党の非合法化数週間前にヴェルスは亡命した。早くも1933年8月には彼のドイツ国籍が剥奪された。党執行部の議決により国外で党組織を維持することに決し、彼ははじめ国際連盟の管理下であったザールラント州で、次いでプラハで、最後にパリで亡命社会民主党を組織し、第二次世界大戦勃発直後の1939年にパリで死去した。